# Väbel

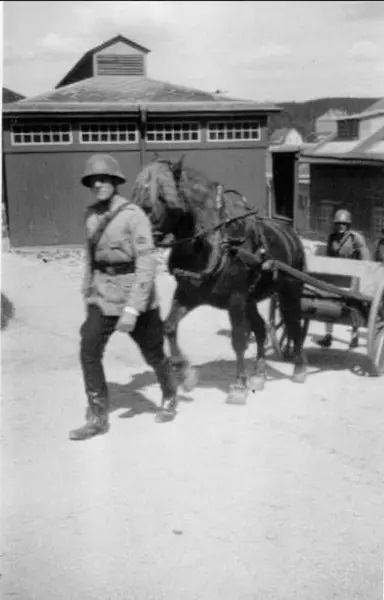
Väbel Bresky vid Livregementets husarer, 1940-tal

Väbel var en i Sverige redan på 1500-talet förekommande benämning på den underofficer, som hade närmaste tillsynen över ordning och snygghet inom fänikan. När på 1600-talet fänikorna sammanslogs till regementen, uppfördes på regementsstaben en regementsväbel, som hade till åliggande att vara allmän åklagare inom regementet och att tillse verkställigheten av ådömda bestraffningar. 
Vanligen tillsattes befattningen endast under krig (fältväbel), men inte då regementet var förlagt på roten. Efter Karl XII:s död indrogs och återupprättades befattningen växelvis, men uppfördes slutligen på stat vid 1833 års lönereglering. I början av 1900-talet förordnades en underofficer att utöva befattningen. Regementsväbelns eller, som han även benämndes, väbelns åligganden var då att ha polisuppsikten inom regementets etablissemang samt att vaka över, att föreskrifter rörande ordning och snygghet efterlevdes och att innehavare av marketenterier och salubodar rättade sig efter gällande föreskrifter. Han hade även tillsyn över regementets häkte. Väbel har även varit titel på vaktmästare vid vissa militära inrättningar.
Inom Försvarsmakten i Sverige används titeln väbel för den person som är chef för en förbandsplats, vanligen på bataljonsnivå.